# Live Seeds
Live Seeds è il primo album dal vivo del gruppo post-punk australiano Nick Cave and the Bad Seeds, pubblicato nel 1993.

## Tracce
Testi e musiche di Nick Cave, tranne dove indicato.
1. The Mercy Seat (Cave, Mick Harvey) – 4:43
2. Deanna – 4:42
3. The Ship Song – 4:18
4. Papa Won't Leave You, Henry – 6:28
5. Plain Gold Ring (George Stone) – 5:03
6. John Finn's Wife – 5:43
7. Tupelo (Cave, Barry Adamson, Harvey) – 6:05
8. Brother, My Cup Is Empty – 3:13
9. The Weeping Song – 3:59
10. Jack the Ripper – 3:49
11. The Good Son – 4:27
12. From Her to Eternity (Cave, Anita Lane, Adamson, Blixa Bargeld, Hugo Race, Harvey) – 4:53
13. New Morning – 3:22

## Formazione
- Nick Cave – voce, organo, piano
- Blixa Bargeld – chitarra, cori
- Mick Harvey – chitarra, xilofono, cori
- Martyn Casey – basso, cori
- Conway Savage – piano, organo, cori
- Thomas Wydler – batteria